# KIMI (film)
Pour les articles homonymes, voir Kimi.
Pour plus de détails, voir Fiche technique et Distribution.
KIMI est un film américain réalisé par Steven Soderbergh et sorti en 2022. Il est disponible aux États-Unis sur la plateforme HBO Max.

## Synopsis
Une jeune femme atteinte d'agoraphobie, Angela Childs, a pour tâche d'analyser les flux de données du serveur à commande vocale KIMI durant la pandémie de Covid-19. Son quotidien est  chamboulé le jour où elle prend connaissance d'un crime violent et va se décider à affronter sa phobie pour faire ce qu'elle juge nécessaire.

## Fiche technique
Sauf indication contraire, les informations mentionnées dans cette section peuvent être confirmées par la base de données cinématographiques IMDb,  présente dans la section « Liens externes ».
- Titre original et français : KIMI
- Réalisation : Steven Soderbergh
- Scénario : David Koepp
- Musique : Cliff Martinez
- Direction artistique : Michael Manson
- Décors : Philip Messina
- Costumes : Ellen Mirojnick
- Photographie : Steven Soderbergh (crédité sous le pseudonyme de Peter Andrews[1])
- Montage : Steven Soderbergh (crédité sous le pseudonyme de Mary Ann Bernard[1])
- Production : David Koepp et Michael Polaire
- Sociétés de production : New Line Cinema et Warner Bros.
- Société de distribution : HBO Max (États-Unis)
- Budget : 3,5 millions de dollars
- Pays de production :  États-Unis
- Langue originale : anglais
- Format : couleur
- Genre : thriller, drame, policier, crime
- Durée : 89 minutes
- Dates de sortie[2] :
  - États-Unis : 10 février 2022 (sur HBO Max)
  - France : 9 mars 2022 (vidéo à la demande)

## Distribution
- Zoë Kravitz (VF : Lutèce Ragueneau) : Angela Childs
- Rita Wilson (VF : Anne Deleuze) : Natalie Chowdhury
- India de Beaufort : Sharon
- Emily Kuroda : Dr Sarah Burns
- Byron Bowers (VF : Diouc Koma) : Terry Hugues
- Jaime Camil : Antonio Rivas
- Jacob Vargas : le voleur de lunettes
- Derek DelGaudio : Bradley Haslin
- Erika Christensen : Samantha Gerrity
- Devin Ratray : Kevin
- Andy Daly : Christian Holloway
- Robin Givens (VF : Géraldine Asselin) : Mme Childs
- Charles Halford (VF : Nicolas Justamon) : le grand voyou
- David Wain : le dentiste d'Angela
- Betsy Brantley : la voix de Kimi

## Production
En février 2021, il est annoncé que Steven Soderbergh va réaliser un film produit par New Line Cinema, intitulé KIMI et avec Zoë Kravitz en tête d'affiche. Le film sera diffusé sur HBO Max. Il s'agit du 3e film consécutif du réalisateur diffusé sur cette plateforme, après La Grande Traversée (2020) et No Sudden Move (2021).
En mars 2021, Byron Bowers, Jaime Camil, Jacob Vargas et Derek DelGaudio rejoignent la distribution,,,. En avril 2021, Erika Christensen et Devin Ratray sont également confirmés,.
Le tournage débute en avril 2021. Il a lieu à Los Angeles, principalement pour des scènes en intérieurs. En mai, l'équipe se rend à Seattle pour des plans en extérieur,.
Avec notamment des extraits musicaux de Sabotage des Beastie Boys et Connection d'Elastica.

## Accueil
Le film reçoit des critiques globalement positives. Sur l'agrégateur américain Rotten Tomatoes, il récolte 92 % d'opinions favorables pour 103 critiques et une note moyenne de 7,5⁄10. Le consensus suivant résume les critiques compilées par le site : « Un thriller confiné à la maison avec une touche du XXIe siècle, KIMI montre le réalisateur Steven Soderbergh sous une forme qui plaira à la foule – grâce en grande partie à une performance exceptionnelle de Zoë Kravitz. ». Sur Metacritic, il obtient une note moyenne de 78⁄100 pour 25 critiques.